# استیو گوبسر
استیو گوبسر (انگلیسی: Steven Gubser؛ زاده ۲۴ مارس ۱۹۷۲ - درگذشته ۳ اوت ۲۰۱۹) یک فیزیک‌دان اهل ایالات متحده آمریکا بود.